# Klade

Beispielkladogramm: Die rote Gruppe formt eine Klade, ebenso die blaue. Die grüne Gruppe ist keine Klade, da sie manche Nachfahren des gemeinsamen Vorfahren aller grün dargestellten Mitglieder, in diesem Fall die blaue Gruppe, nicht umfasst. Die grüne und die blaue Gruppe bilden wiederum gemeinsam eine Klade.

Eine Klade (von altgriechisch κλάδος kládos, deutsch ‚Zweig‘), auch Monophylum, monophyletische Gruppe oder geschlossene Abstammungsgemeinschaft, ist in der Biologie eine systematische Einheit, die den letzten gemeinsamen Vorfahren und alle seine Nachfahren enthält. Damit werden in der Regel Beziehungen zwischen verschiedenen Arten beschrieben, der Begriff kann aber auch auf Individuen angewendet werden.
Die wissenschaftliche Methodik, die sich mit den Beziehungen von Kladen beschäftigt, ist die Kladistik. Insofern sie kulturwissenschaftlich praktiziert wird, besteht Familienähnlichkeit hinsichtlich der (weiteren) Begriffe Klasse und Gruppe.
Lässt sich ein Taxon, also eine Gruppe verwandter Lebewesen (Biota), als Klade beschreiben, ist dieses damit monophyletisch.

## Beispiele
- Die Menschenaffen (Hominidae) sind eine Klade, wenn sie auch den Menschen (Homo sapiens) enthalten.
- Die Vögel (Aves) sind eine Entwicklungslinie der Dinosaurier (Dinosauria). Die Dinosaurier als Klade müssen daher die Vögel einschließen.

## Gegenbeispiel
- Bei den Viren, die nicht zu den Lebewesen zählen, muss aufgrund ihres äußerst unterschiedlichen Genom-Aufbaus von einem polyphyletischen Ursprung ausgegangen werden. Demnach gibt es keinen gemeinsamen Vorfahren (‚Ur-Virus‘) aller Viren; sie bilden selbst keine Klade, sondern stellen lediglich eine Gruppierung miteinander nicht verwandter Kladen dar.